# Palače in parki v Potsdamu in Berlinu
Palače in parki v Potsdamu in Berlinu (nemško Schlösser und Gärten von Potsdam und Berlin) so skupina kompleksov palač in razširjenih urejenih vrtov v regiji Havelland okoli Potsdama in nemške prestolnice Berlin. Izraz je bil uporabljen, ko je UNESCO leta 1990 kulturni ansambel uvrstil na seznam svetovne dediščine. Priznan je bil zaradi zgodovinske enotnosti krajine – edinstven primer krajinskega oblikovanja v ozadju monarhičnih idej pruske države in skupnega prizadevanja za emancipacijo.

## Obseg
Sprva je območje svetovne dediščine obsegalo 500 hektarjev in zajemalo 150 gradbenih projektov, ki so nastajali od leta 1730 do 1916. Do miroljubne revolucije leta 1989 so ta območja ločevali Berlinski zid, ki poteka med Potsdamom in Zahodnim Berlinom, in je bilo več zgodovinskih mesta uničenih z obmejnimi utrdbami 'pasu smrti'.
Dve stopnji razširitve na območje svetovne dediščine, leta 1992 in 1999, sta vodili do vključitve večjega območja. Fundacija Pruske palače in vrtovi Berlin-Brandenburg, ki upravlja to območje, ocenjuje območje na 2064 hektarjev.

## 1990 oznaka
- Palača in park Sanssouci, Potsdam
- Neuer Garten (Novi park), Marmorpalais (Marmorna palača) in Dvorec Cecilienhof, severovzhodno od Sanssoucija, Potsdam
- Park Babelsberg in Palača Babelsberg, Potsdam
- Glienickška palača in Park v Glienicku, Berlin
- Nikolskoe hiša, Berlin
- Pfaueninsel (Pavji otok), Berlin
- Böttcherberg (krib Böttcher), Berlin
- Lovski dvorec Glienicke, Berlin

## Razširitev 1992
- Heilandskirche, Sacrow (Potsdam)
- Palača in park v Sacrowu, Potsdam

## Razširitev 1999
- Lindenallee, Potsdam
- Königliche Gärtnerlehranstalt (nekdanja vrtnarska šola) in Kaiserbahnhof, Potsdam
- Palača in park v Lindstedtu, Potsdam
- Vas Bornstedt, cerkev, pokopališče in pokrajia severno od parka Sanssouci, Potsdam
- Seekoppel (krajinsko območje zahodno od Ruinenberga (Gora ruševin)), Potsdam
- Voltaireweg (zeleni pas in cesta med parkom Sanssouci in Neuer Garten), Potsdam
- Vhodno območje parka Sanssouci, Potsdam
- Hiše iz brun Alexandrowka ('Ruska kolonija'), Potsdam
- Pfingstberg in Belvedere na Pfingstbergu, Potsdam
- Območje med Pfingstbergom in Neuer Garten, Potsdam
- Južna obala Jungfernsee, Potsdam
- Königswald ('Kraljev gozd', ki obkroža palačo in park Sacrow), Potsdam
- Pristopi do parka Babelsberg, Potsdam
- Observatorij v Babelsbergu, Potsdam